# Saint-Léger-le-Guérétois
Saint-Léger-le-Guérétois is een gemeente in het Franse departement Creuse (regio Nouvelle-Aquitaine) en telt 410 inwoners (2004). De plaats maakt deel uit van het arrondissement Guéret.

## Geografie
De oppervlakte van Saint-Léger-le-Guérétois bedraagt 13,9 km², de bevolkingsdichtheid is 29,5 inwoners per km².

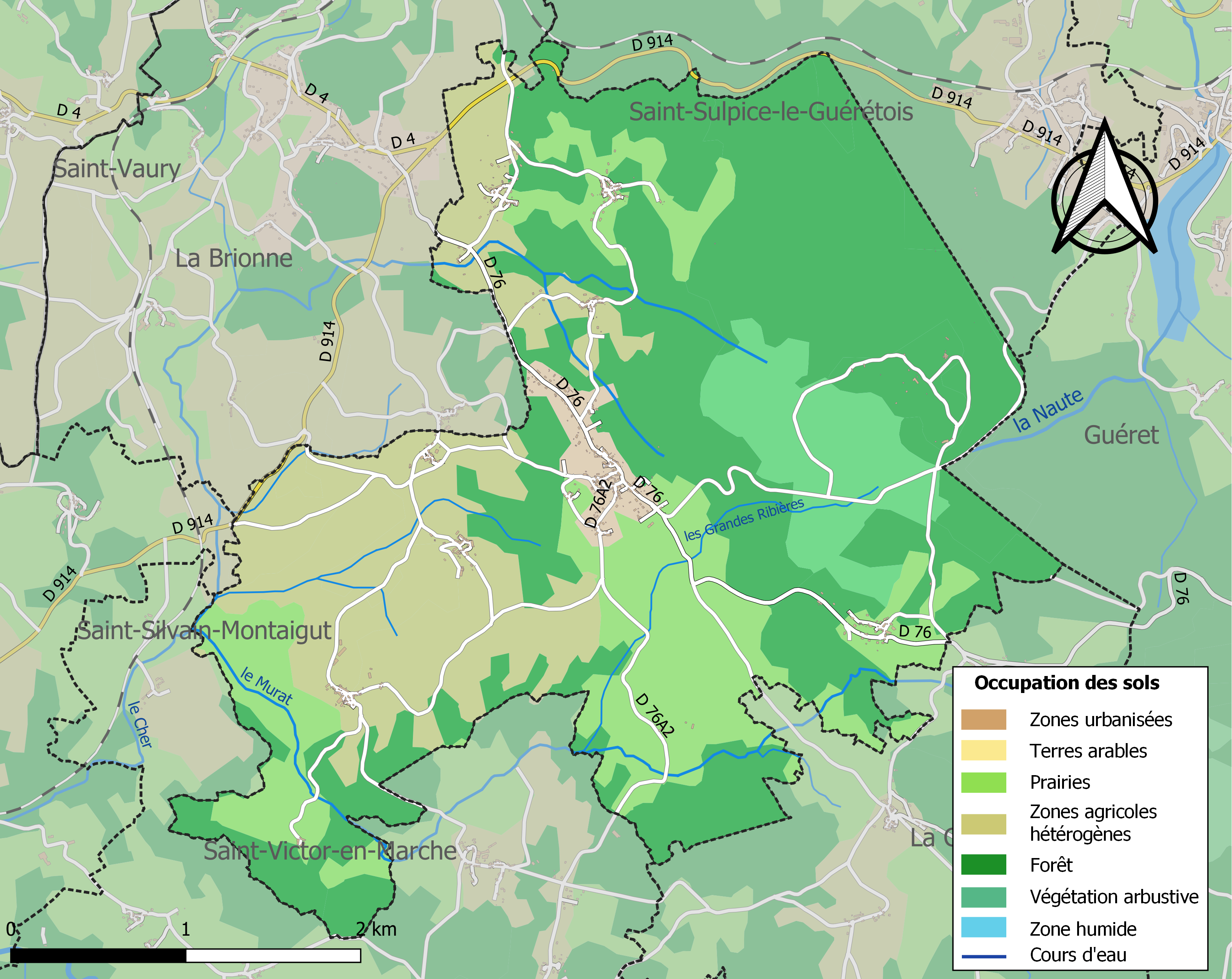
Kaart van de gemeente met de belangrijkste infrastructuur, bodemgebruik en omliggende gemeenten

## Demografie
Onderstaande figuur toont het verloop van het inwonertal (bron: INSEE-tellingen).